# Beiern (Brauch)
Beiern bezeichnet das manuelle Anschlagen von Kirchenglocken in örtlich überlieferten, festgelegten Rhythmen. Dies steht im Gegensatz zum herkömmlichen Läuten der Glocke durch Schwingen. Die Melodien, die mit der Anzahl der vorhandenen Glocken variieren, werden mit Hilfe der Klöppel erzeugt. Dabei werden die Klöppel über Seilzüge per Hand oder Fuß gegen den Schlagring, die dickste Stelle der Glocke, geschlagen. Auch andere Schlaghilfen wie Holzhämmer können dabei zum Einsatz kommen.
Bei einer größeren Zahl an Glocken werden auch Hebel benutzt, die als Klaviatur angeordnet sind – diese wird auch Stockenklavier genannt. Solche Carillons sind z. B. in Brügge oder in Ratingen zu sehen.
Das Beiern ist ein jahrhundertealter, besonders im Nordwesten Europas weit verbreiteter Brauch. In Deutschland wird die Tradition des Beierns vor allem im Rheinland gepflegt. Auch dort, wo der Brauch im Laufe der Jahre eingeschlafen ist, wird er in den letzten Jahren wiederentdeckt.
Kulturgeschichtlich ist das Beiern als Vorläufer des besonders im 17. Jahrhundert in den Niederlanden hochentwickelten Glockenspiels („Beiaard“) anzusehen.

## Wortherkunft
Der Ursprung des Wortes „Beiern“ liegt im Alt-Französischen baier, was „Bellen“ oder „Anschlagen“ bedeutet. Von dort wanderte das Wort über das Flämische bis ins Rheinland. Die Verwandtschaft stellt auch das englische bell für „Glocke“ dar, während die deutschen Jäger bei ihren Hunden nicht von Bellen, sondern von Läuten reden. Da beim Beiern ein kurzer Rhythmus oft wiederholt wird, spricht der Rheinländer immer dann, wenn er jemanden ständig ermahnen muss, von Beiern.
Jedes Dorf hat dabei seine eigenen, traditionellen Melodien, die auch durch Beier-Verse begleitet werden, welche oft spöttischen Inhalt haben. Auch die Beier-Männer selbst sind oft Ziel von spöttischen Versen, ist doch beim Beiern nicht selten Alkohol mit im Spiel.

## Unfälle
Während beim normalen Läuten die Glocken kontrolliert und sanft angeschlagen werden (der Fachmann sagt dazu auch: Der Klöppel küsst die Glocke), wird beim Beiern auch schon mal kräftiger gespielt. Durch zu hartes Anschlagen kam es im Laufe der Zeit zu gesprungenen Glocken. Inschriften der neu gegossenen Glocken weisen darauf hin, so die einer Glocke aus Merten im Rheinischen Vorgebirge: „Kaum war ich 1804 geboren, starb ich abermal 1808 durch Gewalt, bekam aber 1809 wiederum diese Form und Gestalt. Gott gebe mir längeres Leben. Jeder hüte sich, mich zu verderben, weil mein Tod viel Kosten macht; daher nehmet euch mit Läuten und Bamschlagen in Acht.“. Für die Glocke gefährlich ist dabei die Variante des Klöppelns, wo die Glocke nicht nur am Schlagring angeschlagen wird, sondern auch auf halber Höhe der Glockenwand, um eine andere Tonhöhe zu erreichen.
Gefährlich für die Beiermänner ist dagegen das Bemmschlagen (auch Bammschlagen), bei der eine Glocke (mit Motor oder von Hand) zum Schwingen gebracht wird. Da die Glocken nach dem Einschalten nicht sofort regelmäßig schlagen, sondern sich einpendeln müssen, bzw. nach dem Ausschalten noch eine Weile nachschwingen, halten die Beiermänner den Klöppel so lange fest, bis die Glocke im Takt ist. Da viele Glocken eine Tonne und mehr wiegen, kann eine kleine Unachtsamkeit schwere Folgen haben.

## Verbreitung
In anderen Ländern ist das Beiern ebenfalls weit verbreitet. So werden in Russland die Glocken fast nur mit der Beier-Methode zum Klingen gebracht. In Deutschland dagegen wird nur zu hohen Kirchen- oder Dorffesten gebeiert (Weihnachten, Ostern, Pfingsten, Fronleichnam, Kirchweih, Patronatsfest, Schützenfest etc.).
Für Österreich fand mit dem Glockenbeiern in Neumarkt im Mühlkreis erstmals am 10. September 2006 ein Ereignis statt, das landesweit vermutlich einzigartig ist. Zum Festival „Stimmen hören“ wurde in den Monaten Juli und August 2006 in der Glockenstube des Neumarkter Kirchturmes ein Hebelklavier in ehrenamtlicher Tätigkeit eingerichtet. Zu kirchlichen Festen wird das Glockenbeiern in Neumarkt i.M. fortgeführt.
In Spanien wird auch gebeiert, z. B. in der Kathedrale von Valencia.
Das so genannte Glockenschlagen „Beiern“, wird in Dollendorf/Eifel schon seit 1758 gespielt. Damals brachte der Zimmermann Markus Tobias aus Morbach im Hunsrück den alten Brauch mit nach Dollendorf, als er seine Frau aus Lahmen heiratete. Die Termine zum Beiern sind schon seit jeher Weihnachten, Silvester/Neujahr, Erstkommunion und Fronleichnam. Die Musiker spielen keine bekannten Lieder, sondern die originalen Beierntöne. Diese lauten : „3 und 1; 2 und 1; 3 und 3; Tip-Tip; menge Dumme, menge Fönger, menge Elleboje“. Nur die Musiker können die Begriffe in Töne umsetzen. In Dollendorf kann man sich die oben genannten Feste nicht ohne das Beiern vorstellen.
In St. Michaelis (Lüneburg) können 9 der 10 Läuteglocken mittels eines Stockenklavieres bespielt werden. Dort werden an Feiertagen und in der Adventszeit Choräle gespielt.
Die Tradition des Glockenbeierns ist in Korschenbroich seit dem 17. Jahrhundert erhalten. Gebeiert wird am Samstag vor dem Weißen Sonntag und vor Pfingsten, zur Fronleichnamsprozession und zum Fest des Pfarrpatrons St. Andreas am 30. November.
In Billerbeck – in der Pfarrkirche St. Johannis der Täufer – wird noch immer vor Messen gebeiert. Am Samstagabend handelt es sich um das „Einläuten des Sonntags“, welches mit der Hand geläutet wird. Dabei werden die Glocken der Propsteikirche zuerst geläutet, später dann die der Pfarrkirche. Von Advent bis Ostern wird mit drei Glocken gebeiert und nach Ostern im Takt geläutet. Dazu sind fünf oder sechs Läutemeister erforderlich, die jeweils die zwei großen Glocken mit je zwei Personen läuten – die kleine Glocke wird dabei nur angeschlagen und nur ab und zu geläutet. Das „Dörpschlüüden“ gibt es an besonderen Tagen, an denen die zwei kleinen Glocken angeschlagen werden und die große geläutet wird. Nach altem Brauch wird das Beiern nicht elektrisch, sondern mit Hand und Fuß ausgeführt.
In Remscheid-Lüttringhausen wird seit Jahrhunderten am Heiligabend und zu Weihnachten vom Turm der evangelischen Stadtkirche gebeiert. Am 2. September 2012 gab es eine Premiere, bei der anlässlich des 6. Ökumenischen Gemeindefestes auch in der katholischen Pfarrkirche „Heilig Kreuz“ der alte Brauch gepflegt wurde. Nach anfangs abwechselndem Beiern gab es zum Schluss gemeinsame Töne von beiden – etwa 200 m voneinander entfernten – Türmen.
In Stadtlohn – in der St.-Otger-Kirche wird zu Silvester/Neujahr, Ostern, Pfingsten und Weihnachten der Brauch des „Bäierns“ vom Heimatverein gepflegt. 1934 wurde dieser mit der Installation eines elektrischen Läutwerkes eingestellt. Auf Initiative des Stadtlohner Heimatvereins wurde das Bäiern 1977 wieder eingeführt. Im Sterberegister von St. Otger wird bereits ein „zeit Lebends gewesener Beyermann“ erwähnt († 26. Mai 1738)
In Menden (Sauerland) findet das Beiern regelmäßig seit 1928 im Rahmen des Turmblasens an Heiligabend auf dem alten Rathausplatz vor den Treppen der St. Vincenzkirche statt. Für viele Mendener ist diese Traditionsveranstaltung die Einstimmung auf das Weihnachtsfest.
In Lengerich/Emsland wird seit 1935 an Fronleichnam gebeiert. Bereits am Vortag während die Altäre aufgebaut werden und der Prozessionsweg geschmückt wird, werden mit den Glocken Melodien gespielt. An Fronleichnam wird die Bevölkerung ab sieben Uhr mit dem Glockenspiel geweckt. Nach der heiligen Messe, um neun Uhr, wird während der Prozession, auf dem Weg von Altar zu Altar ebenfalls gebeiert.
Die Glocken werden zum Beiern schräg gestellt und die Klöppel mit Zugseilen versehen, so das zwischen Klöppel und Schlagring ca. 4 cm Platz bleibt. Die vier Glocken werden sodann von zwei kräftigen Männern oder Frauen, mit Hilfe der Seile, angeschlagen. Dies geschieht, je nach Melodie, in einer festgelegten Reihenfolge.
In Essen-Rellinghausen in der Pfarrkirche St. Lambertus wird zum traditionellen Annenfest (26.7.) gebeiert. Die vier Glocken Anna, Maria, Mathilde und Lambertus lassen das Motiv des Annenliedes „Ros, oh schöne Ros“ erklingen.
In der Grafschaft Bentheim wird an noch an vier Orten gebeiert: in Neuenhaus, Veldhausen, Uelsen und Emlichheim (jeweils in den evangelisch-reformierten Kirchen). Im benachbarten Denekamp (Sint-Nicolaas-Kerk) in den Niederlanden wird dieses Brauchtum ebenfalls gepflegt. Gebeiert wird zu Weihnachten und Silvester, in Emlichheim nur an Silvester/Neujahr. Die Art des Beierns unterscheidet sich von Dorf zu Dorf in Ausführung und Melodie. In Veldhausen werden die Glocken mittels Spannseilen schräg gestellt. In Uelsen und Neuenhaus werden die Klöppel mit Spannseilen an den Glockenrand herangezogen und mittig an dem Spannseil ein Zugseil befestigt. Mittels des Zugseiles werden dann von einer Etage unterhalb die Glocken angeschlagen. In Emlichheim verzichtet man auf dieses Zugseil und steht neben den Glocken. In Denekamp werden die Klöppel der mittleren und kleinen Glocke gespannt und mittels eines Zugseiles angeschlagen. Die große Glocke wird mit einem langen Seil vom Fuß des Turmes aus durch mehrere Personen in Schwung gebracht.

## Tonfolgen
In Korschenbroich wird nach dem folgenden Motiv gebeiert: